# Марсико-Нуово
Ма́рсико-Нуо́во (итал. Marsico Nuovo) — коммуна в Италии, расположена в регионе Базиликата, подчиняется административному центру Потенца.
Население составляет 5134 человека, плотность населения составляет 51 чел./км². Занимает площадь 101 км². Почтовый индекс — 85052. Телефонный код — 0975.
Покровителем населённого пункта считается святой Ианнуарий. Праздник ежегодно празднуется 26 августа.